# NGC 5231
NGC 5231 је спирална галаксија у сазвежђу Девица која се налази на NGC листи објеката дубоког неба.
Деклинација објекта је + 2° 59' 56" а ректасцензија 13h 35m 48,3s. Привидна величина (магнитуда) објекта NGC 5231 износи 13,6 а фотографска магнитуда 14,5. NGC 5231 је још познат и под ознакама UGC 8574, MCG 1-35-11, CGCG 45-34, IRAS 13332+0315, PGC 47953.